# Xian de Guide
Le xian de Guide (贵德县 ; pinyin : Guìdé Xiàn ; tibétain : ཁྲི་ག་ ; Wylie : khri ka (Trika)) est un district administratif de la province du Qinghai en Chine. Il est placé sous la juridiction de la préfecture autonome tibétaine de Hainan.

## Démographie
La population du district était de 91 201 habitants en 1999.
La ville de Guide comptait 17 908 habitants en 2000.